# Sonar
 Ovo je glavno značenje pojma Sonar. Za narod iz skupine Urdu pogledajte Sonar (narod).
Sonar (od engleskog SONAR, akronima za sound navigation and ranging) ili podvodni električni lokator je elektroakustični uređaj za traženje i otkrivanjem određivanje daljine, dubine, smjera i za identifikaciju podvodnih pokretnih i nepokretnih objekata (podmornica, mina, potopljenih brodova, podvodnih hridi, jata riba). Služi i za navigaciju, oceanografska istraživanja i podvodnu vezu. Rad se zasniva na osobinama prostiranja ultrazvučnih i zvučnih valova kroz vodu. On šalje zvučne impulse i odbijenu energiju prima kao jeku. Na osnovi izmjerenog vremenskog intervala određuje se istovremeno daljina, smjer, a kod nekih i dubina cilja.

## Poveznice
- Radar